# General de Tropas de Transmisiones

Insignia de hombro.

General der Nachrichtentruppe (General de Tropas de Transmisiones) fue un rango del generalato de nivel OF-8 del Ejército alemán, introducido por la Wehrmacht en 1940.
El rango era equivalente a los antiguos General der Kavallerie, General der Artillerie y General der Infanterie. La Wehrmacht también introdujo el General der Gebirgstruppe (tropas de montaña), General der Pioniere (ingenieros), General der Flieger (aviadores), General der Fallschirmtruppe (tropas paracaidistas) y General der Panzertruppe (tropas acorazadas).
Solo dos oficiales sostuvieron este rango; Erich Fellgiebel (1886-1944) desde el 1 de agosto de 1940 hasta su renuncia tras el atentado del 20 de julio y Albert Praun (1894-1975), quien fue elegido para el cargo el 1 de octubre de 1944 y sirvió hasta que fue hecho prisionero en mayo de 1945.
- Datos: Q1501708